# Rivière Paroo
 (juillet 2020).
Le contenu est difficilement compréhensible vu les erreurs de traduction, qui sont peut-être dues à l'utilisation d'un logiciel de traduction automatique.
 (juillet 2020).
La rivière Paroo est constituée d'une série de points d'eau, qui, par temps de pluie se rejoignent pour former une rivière. Cette rivière australienne est située dans le bassin du Murray, dans les états du Queensland et de la Nouvelle-Galles du Sud.
Le peuple Paakantyi (en) vit autour de cette rivière.